# Abadía de Fontevrault

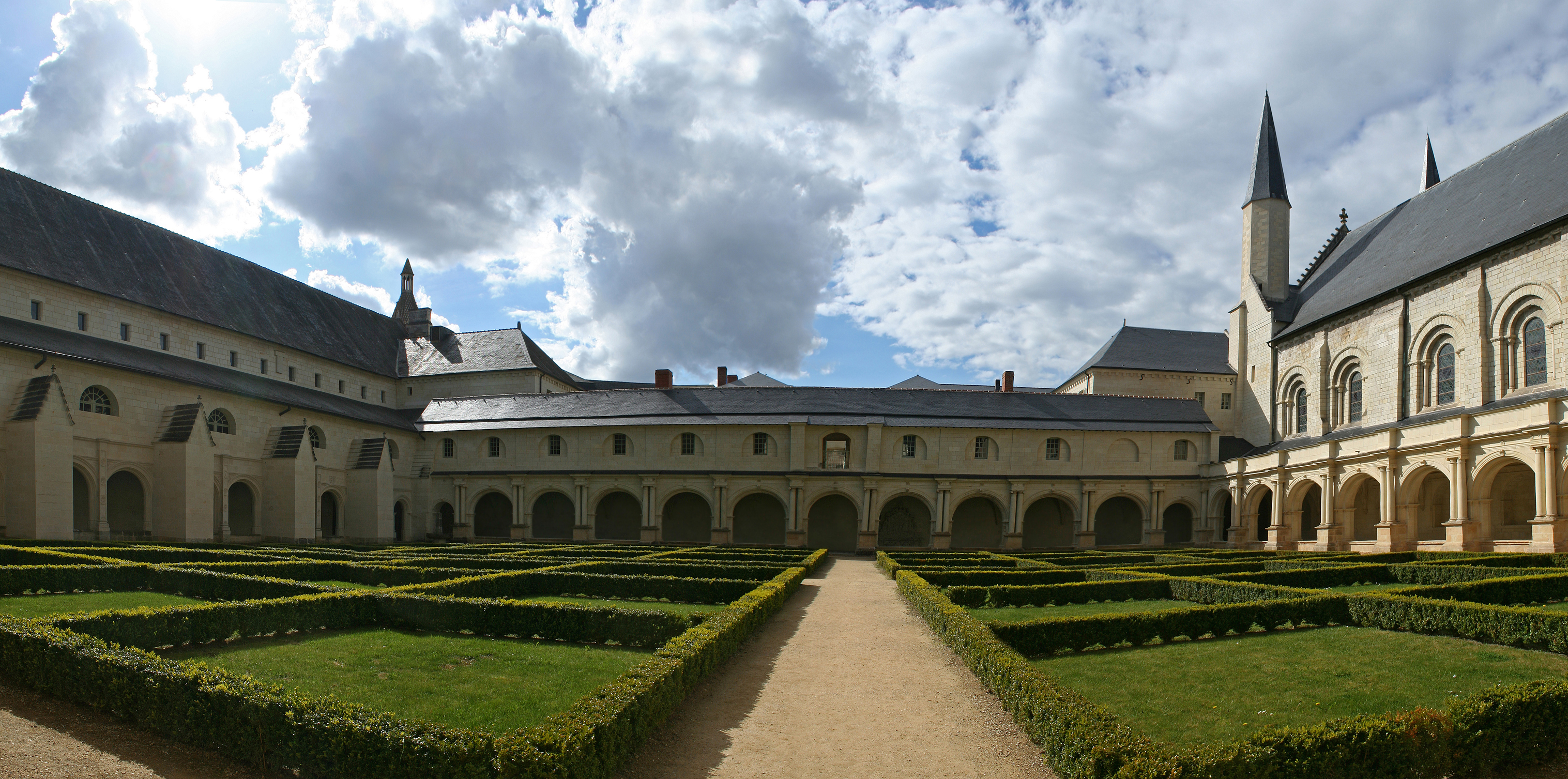
Abadía de Fontevrault.

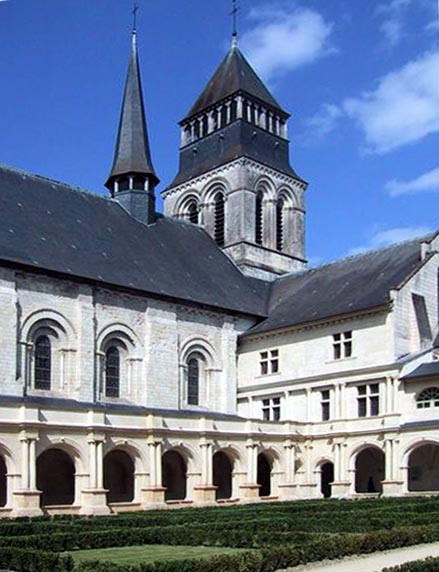
Vista desde afuera de la Abadía de Fontevrault.

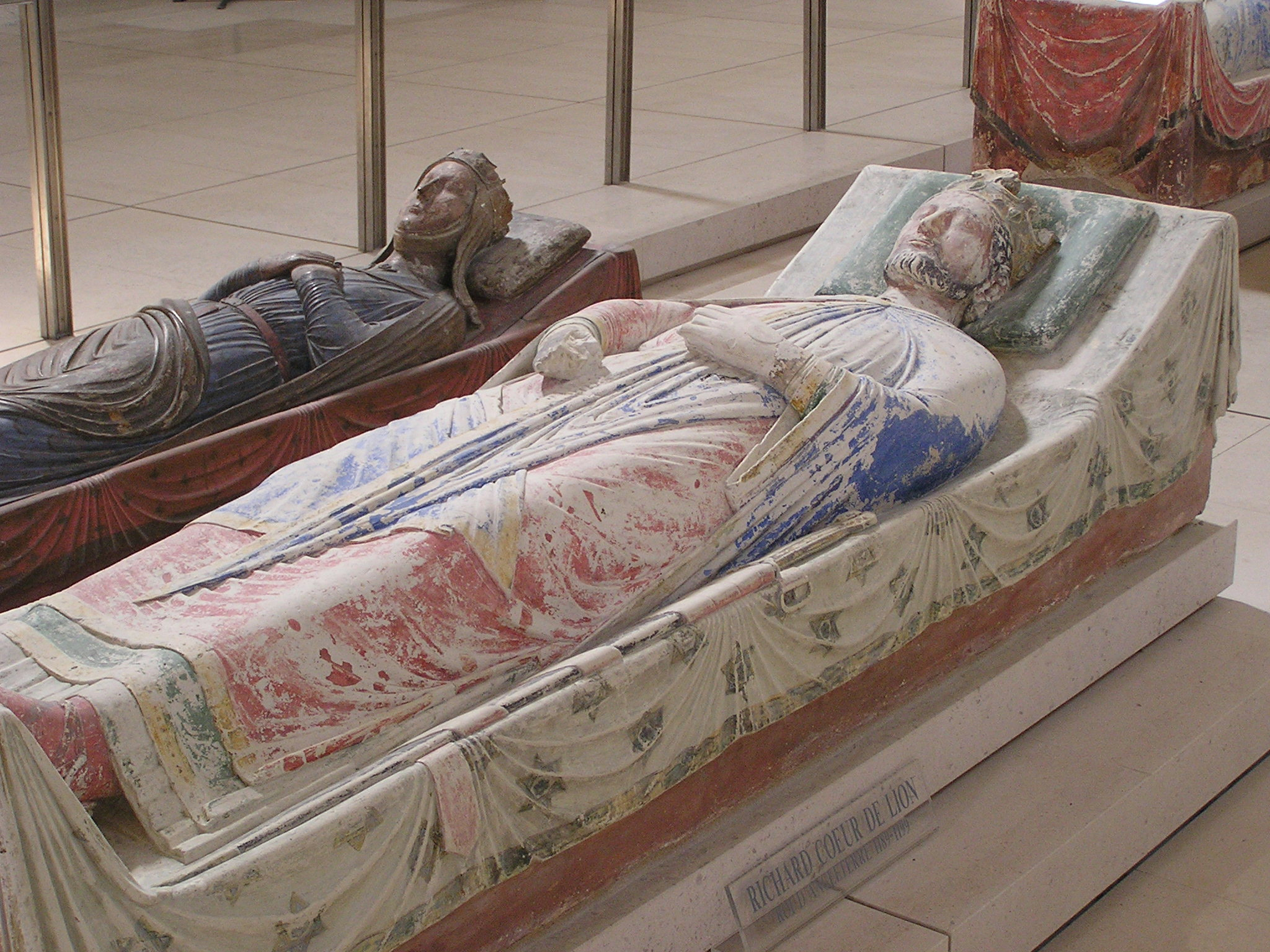
Tumbas de Ricardo Corazón de León e Isabel de Angulema.

La Real Abadía de Nuestra Señora de Fontevraud, también conocida como abadía de Fontevrault, fue un monasterio ubicado en Fontevraud-l'Abbaye, cerca de Chinon, en Anjou, Francia. La creación y fundación de la abadía se debió al predicador itinerante Robert de Arbrissel en 1101, cuyo crecimiento hizo que se estableciera la nueva Orden de Fontevrault. Dicha institución se compuso de hombres y mujeres, aunque la autoridad residió en la abadesa de Fontevrault.
Las primeras estructuras permanentes se conformaron entre 1110 y 1119, en territorio posteriormente conocido como Imperio angevino. El monarca Enrique II de Inglaterra, su esposa Leonor de Aquitania y el hijo de ambos Ricardo Corazón de León fueron enterrados en la abadía a finales del siglo XII. Perdió su carácter religioso durante la Revolución francesa, convirtiéndose en una cárcel entre 1804 y 1963. Desde 1975, alberga el Centro Cultural del Oeste.
La abadía se encuentra en la valle del Loira, declarado Patrimonio de la Humanidad por la Unesco, entre Chalonnes-sur-Loire y Sully-sur-Loire, en el parque natural regional Loire-Anjou-Touraine.

## Historia

### Fundador
Robert de Arbrissel llevó a cabo una profunda agenda reformista eclesiástica cuando ocupó el cargo de arcipreste de la Diócesis de Rennes. Cuando el obispo murió en 1095, Robert fue expulsado de la diócesis por su enemistad con el clero local, por lo que decidió convertirse en un ermitaño en el bosque de Craon, donde se encomendó a una gran penitencia junto a otros hombres que se encontraban en instituciones monacales. Su elocuencia y ascetismo atrajo a muchos seguidores, lo que le llevó a fundar un monasterio en La Roë, del que fue su primer abad. Ese mismo año, el papa Urbano II lo convocó en Angers y lo nombró misionero apostólico, autorizándolo a predicar en cualquier lugar. Sus enseñanzas congregaron a un gran número de fieles, hombres y mujeres, incluso leprosos. Como resultado, muchos varones se acercaron a la vida religiosa y fueron ordenados en su abadía. Cuando los canónigos de la misma se quejaron de la afluencia de candidatos de bajo nivel social, renunció a su cargo y abandonó la comunidad.

### Fontevrault
Alrededor de 1100 Robert y sus seguidores se asentaron en un valle conocido como Fons Ebraldi donde estableció una comunidad monástica. Al principio, los hombres y las mujeres convivieron en el mismo edificio, siguiendo una antigua práctica ascética denominada sineisaktismo. Esta práctica fue condenada por las autoridades eclesiásticas, sin embargo, pronto la comunidad tuvo que segregarse en género, por lo que los monjes habitaron en pequeños prioratos donde vivieron en comunidad bajo el servicio de las monjas. Fueron reconocidos como comunidad religiosa en 1106, tanto por el obispo de Angers como por el papa Pascual II. Robert, quien pronto continuó su vida nómada predicando, nombró a Hersende de Champagne como jefa de la comunidad. Más tarde, su asistente, Petronilla de Chemillé, fue elegida primera abadesa en 1115.
Robert escribió una pequeña guía de reglas para la comunidad, basada en la Regla de san Benito. Al contrario que otras órdenes monásticas, tanto monjes y monjas de la Orden de Fontevrault siguieron la misma regla. Los primeros de la misma eran cuatro: silencio, buenas obras, comida y vestimenta, fomentando la simplicidad en la vida y la ropa. Destacó que la abadesa no debería ser elegida entre los miembros de Fontevrault, sino que debía ser alguien que tuviera experiencia en el mundo exterior (de conversis sororibus). Este mandato se cumplió únicamente con las dos primeras abadesas, ya que fue eliminada por el papa Inocencio III en 1201. Cuando Robert falleció en 1117, había alrededor de 3.000 monjas en la comunidad.
En sus primeros años, la Casa de Plantagenet fue gran benefactora de la abadía y, mientras que Isabel de Anjou fue abadesa, la viuda del rey Enrique II, Leonor de Aquitania, hizo del monasterio su lugar de residencia. La abadesa Louise de Borbón esculpió su blasón en las remodelaciones que llevó a cabo durante su cargo.

### Declive
Tras la caída de la dinastía Plantagenet, Fontevrault y sus dependencias sobrellevaron tiempos difíciles. A finales del siglo XII, la abadesa, Matilda de Flanders (1189-1194), denunció la extremada pobreza que la abadía estaba sufriendo. Esto llevó a que las monjas, en 1247, pudieran recibir herencias para añadir fondos, contraviniendo la tradición monástica. La frágil economía de la Orden se acentuó con la llegada de la Guerra de los Cien Años, acontecida a lo largo del siglo XIV. En una visita canónica a los cincuenta prioratos de la Orden en 1460 se comprobó que la mayoría estaban deshabitados e incluso abandonados.

### Prisión y centro cultural
La Orden se dispersó durante la Revolución Francesa, cuando en noviembre de 1789, todas las propiedades de la Iglesia católica se declararon propiedad del Estado. El 17 de agosto de 1792, un decreto revolucionario ordenó la evacuación de todos los monasterios, que debía cumplirse antes del 1 de octubre de ese año. En esa época, todavía quedaban unas 200 monjas y pequeñas comunidades de monjes en Fontevrault. La tradición dice que la última abadesa, Julie Sophie Charlotte de Pardaillan d'Antin, murió pobre en París en 1797. Finalmente, la abadía se convirtió en prisión en 1804.
El proyecto planeó la capacidad de 1000 prisioneros que llevaron a grandes cambios en la abadía, como nuevos cuarteles, dormitorios, talleres y zonas comunes. Los reos, que eran hombres, mujeres y niños, comenzaron a llegar en 1814. Finalmente acogió a 2.000 personas, ganándose la reputación de ser la "más dura de Francia tras Claraval", que también había sido abadía. Los presos políticos tuvieron unas condiciones extremas. Durante la Francia de Vichy, algunos miembros de la Resistencia Francesa fueron fusilados en el lugar.
En 1963 fue cedida al Ministerio de Cultura y se procedió a una gran restauración. En 1975 se creó el Centro Cultural del Oeste para preservar la abadía y promoverla como sede cultural, abriendo finalmente al público una década más tarde. Los trabajos de restauración de la abadía se llevaron a cabo por el arquitecto Lucien Magne, finalizando en 2006.

## Tumbas reales
En la abadía se encuentran las tumbas de varios reyes de la dinastía de Plantagenet, reyes de Inglaterra y señores de Aquitania:
- Enrique II de Inglaterra y su esposa Leonor de Aquitania, y sus hijos:
- Ricardo I de Inglaterra (su corazón se encuentra en Rouen),
- Juana (1165-1199), casada con Guillermo II de Sicilia
- Ramón VII de Tolosa nieto de Enrique II
- Isabel de Angulema, casada con Juan Sin Tierra, rey de Inglaterra.
- Teresa de Francia, Madame Sexta (1736-1744), princesa francesa, séptima hija de los reyes Luis XV (1710-1774) y Maria Leszczynska (1703-1768)